# Rheubarbariboletus
Rheubarbariboletus Vizzini, Simonini & Gelardi (pięknogrzybek) – rodzaj grzybów z rodziny borowikowatych (Boletaceae). 

## Systematyka i nazewnictwo
Pozycja w klasyfikacji według Index Fungorum: Rheubarbariboletus, Boletaceae, Boletales, Agaricomycetidae, Agaricomycetes, Agaricomycotina, Basidiomycota, Fungi.
Jest to nowo utworzony rodzaj. W wyniku prowadzonych w ostatnich latach badań filogenetycznych w obrębie rodziny borowikowatych (Boletaceae)  nastąpiły znaczne przetasowania w jej systematyce. Rodzaj Rheubarbariboletus powstał przez wyłączenie niektórych gatunków z rodzaju Xerocomellus lub Xerocomus. 
W 2021 Komisja ds. Polskiego Nazewnictwa Grzybów Polskiego Towarzystwa Mykologicznego zarekomendowała używanie nazwy pięknogrzybek. 

### Gatunki
- Rheubarbariboletus armeniacus (Quél.) Vizzini, Simonini & Gelardi 2015 – pięknogrzybek brzoskwiniowy
- Rheubarbariboletus persicolor (H. Engel, Klofac, H. Grünert & R. Grünert) Vizzini, Simonini & Gelardi 2015 – pięknogrzybek amarantowy

Wykaz gatunków i nazwy naukowe na podstawie Index Fungorum.